# Nœux-les-Mines
Nœux-les-Mines és un municipi francès situat al departament del Pas de Calais i a la regió dels Alts de França. L'any 2007 tenia 12.190 habitants.

## Demografia

### Població
El 2007 la població de fet de Nœux-les-Mines era de 12.190 persones. Hi havia 4.974 famílies de les quals 1.629 eren unipersonals (427 homes vivint sols i 1.202 dones vivint soles), 1.375 parelles sense fills, 1.532 parelles amb fills i 438 famílies monoparentals amb fills.
La població ha evolucionat segons el següent gràfic:
Habitants censats

### Habitatges
El 2007 hi havia 5.385 habitatges, 5.103 eren l'habitatge principal de la família, 21 eren segones residències i 260 estaven desocupats. 4.202 eren cases i 972 eren apartaments. Dels 5.103 habitatges principals, 2.130 estaven ocupats pels seus propietaris, 2.678 estaven llogats i ocupats pels llogaters i 295 estaven cedits a títol gratuït; 215 tenien una cambra, 564 en tenien dues, 1.006 en tenien tres, 1.551 en tenien quatre i 1.767 en tenien cinc o més. 3.628 habitatges disposaven pel capbaix d'una plaça de pàrquing. A 2.364 habitatges hi havia un automòbil i a 1.275 n'hi havia dos o més.

### Piràmide de població
La piràmide de població per edats i sexe el 2009 era:
| Homes | Edats   | Dones |
| ----- | ------- | ----- |
| 12    | 95 o +  | 24    |
| 12    | 90 a 94 | 84    |
| 40    | 85 a 89 | 140   |
| 80    | 80 a 84 | 208   |
| 152   | 75 a 79 | 324   |
| 200   | 70 a 74 | 392   |
| 248   | 65 a 69 | 356   |
| 288   | 60 a 64 | 336   |
| 244   | 55 a 59 | 292   |
| 424   | 50 a 54 | 492   |
| 460   | 45 a 49 | 428   |
| 356   | 40 a 44 | 404   |
| 404   | 35 a 39 | 376   |
| 404   | 30 a 34 | 424   |
| 404   | 25 a 29 | 300   |
| 368   | 20 a 24 | 368   |
| 460   | 15 a 19 | 412   |
| 416   | 10 a 14 | 488   |
| 340   | 5 a 9   | 364   |
| 220   | 0 a 4   | 280   |

## Economia
El 2007 la població en edat de treballar era de 7.619 persones, 4.876 eren actives i 2.743 eren inactives. De les 4.876 persones actives 3.966 estaven ocupades (2.310 homes i 1.656 dones) i 910 estaven aturades (459 homes i 451 dones). De les 2.743 persones inactives 720 estaven jubilades, 678 estaven estudiant i 1.345 estaven classificades com a «altres inactius».

### Ingressos
El 2009 a Nœux-les-Mines hi havia 5.029 unitats fiscals que integraven 11.835,5 persones, la mediana anual d'ingressos fiscals per persona era de 13.807 €.

### Activitats econòmiques
Dels 365 establiments que hi havia el 2007, 3 eren d'empreses extractives, 8 d'empreses alimentàries, 16 d'empreses de fabricació d'altres productes industrials, 26 d'empreses de construcció, 124 d'empreses de comerç i reparació d'automòbils, 7 d'empreses de transport, 34 d'empreses d'hostatgeria i restauració, 2 d'empreses d'informació i comunicació, 17 d'empreses financeres, 21 d'empreses immobiliàries, 29 d'empreses de serveis, 50 d'entitats de l'administració pública i 28 d'empreses classificades com a «altres activitats de serveis».
Dels 95 establiments de servei als particulars que hi havia el 2009, 1 era una comissaria de policia, 1 oficina del servei públic d'ocupació, 1 oficina de correu, 7 oficines bancàries, 2 funeràries, 8 tallers de reparació d'automòbils i de material agrícola, 1 taller d'inspecció tècnica de vehicles, 2 autoescoles, 4 paletes, 6 guixaires pintors, 7 fusteries, 5 lampisteries, 1 electricista, 2 empreses de construcció, 14 perruqueries, 2 veterinaris, 19 restaurants, 8 agències immobiliàries, 2 tintoreries i 2 salons de bellesa.
Dels 66 establiments comercials que hi havia el 2009, 2 eren hipermercats, 1 un hipermercat, 1 un supermercat, 2 botigues de més de 120 m², 7 botiges de menys de 120 m², 8 fleques, 9 carnisseries, 3 llibreries, 8 botigues de roba, 3 botigues d'equipament de la llar, 2 sabateries, 3 botigues d'electrodomèstics, 5 botigues de mobles, 2 botigues de material esportiu, 2 drogueries, 1 un drogueria, 2 joieries i 5 floristeries.
L'any 2000 a Nœux-les-Mines hi havia 7 explotacions agrícoles que ocupaven un total de 308 hectàrees.

## Equipaments sanitaris i escolars
El 2009 hi havia 2 centres de salut i 5 farmàcies.
El 2009 hi havia 4 escoles maternals i 4 escoles elementals. A Nœux-les-Mines hi havia 1 col·legi d'educació secundària, 1 liceu d'ensenyament general i 2 liceus tecnològics. Als col·legis d'educació secundària hi havia 646 alumnes, als liceus d'ensenyament general n'hi havia 672 i als liceus tecnològics 610.

## Poblacions més properes
El següent diagrama mostra les poblacions més properes.